# Mesypochrysa polyclada
Mesypochrysa polyclada là một loài côn trùng trong họ Chrysopidae thuộc bộ Neuroptera. Loài này được Panfilov in Dolin et al. miêu tả năm 1980.